# Amand-René Maupoint
Amand-René Maupoint, né le 6 décembre 1810 à Chênehutte-les-Tuffeaux (Maine-et-Loire) et mort le 10 juillet 1871 à La Réunion, était un religieux catholique français, évêque de La Réunion du 14 février 1857 à sa mort.

## Repères biographiques
Il commence ses études au collège de Saumur, puis il poursuit au petit séminaire de Beaupréau en Maine-et-Loire et il se rend ensuite à Paris afin de finaliser sa formation théologique au séminaire de Saint-Sulpice.
Il fut ordonné prêtre le 4 mars 1835. Il est d'abord vicaire de la paroisse de Notre-Dame d'Angers. A ce titre, en 1844, il rédige la vie de Charles Montault des Isles, ancien évêque d'Angers, de qui il a reçu l'ordination.
En 1855, il est vicaire général du diocèse de Rennes, assistant de l'évêque Godefroy Brossay-Saint-Marc. A ce titre, c'est lui qui prononce le discours d'éloge funèbre lors du décès de l'évêque Claude-Louis de Lesquen,.
Il est également l'auteur d'une biographie de Jean-François de Hercé, publiée en 1856, qui relate vie de l'ancien évêque de Nantes .
Il fut nommé évêque de La Réunion et succéda à Florian Desprez, premier évêque de l'île. La cérémonie du sacre eut lieu le 11 juin 1857 à l'Église Saint-Philippe-du-Roule à Paris. C'est le deuxième évêque de la Réunion. Une gravure le représente, sur un bateau, débarquant à Saint-Denis. C'est un événement marquant, d'autant plus qu'à la Réunion, l'évêque seconde directement le gouverneur, qui est en 1857 : le baron Darricau. L'accueil est donc proportionnel à son rôle, c'est pourquoi la gravure représente une foule amassée sur le quai et le bateau accueilli de façon solennelle. Il s'agit d'une gravure de Jahyer d'après une peinture de Lebreton, imprimée sur un journal.

## Distinctions
- Chevalier de la Légion d'honneur (22 mai 1858)[8]

## Publications
- Charles Montault Des Iles, évêque d'Angers, Rueil, 8, rue Carnot, 1844 (BNF 30910938)
- Vie de Mgr Jean-François de Hercé, évêque de Nantes, Rennes ; Paris, Hauvespre ; Lecoffre, 1856 (BNF 36045778)
- Discours sur Mgr de Lesquen, ancien évêque de Rennes, Rennes, impr. de A. Marteville et Oberthur, 1855 (BNF 30910941)
- Madagascar et ses deux premiers évêques, t. 1 et 2 : 1- Monseigneur Dalmond, 2- Monseigneur Monnet, Paris, C. Dillet, 1864, 620 (284 et 336) (lire en ligne).